# 脇屋義則
脇屋 義則（わきや よしのり）は、南北朝時代の武将。新田氏の一族脇屋義治の嫡男。ただし、新田氏の惣領であった新田義宗（義治の従兄）の庶子のひとりに「義則」という名があり、彼が後に義治の養子となり脇屋氏を継いだという説もある。また、新田義陸（よしたか）という別名があったとも伝えられる。

## 生涯

### 新田氏の凋落
正平22年/貞治6年（1367年）4月、鎌倉公方足利基氏が死去し、12月には室町幕府2代将軍足利義詮が没した。これを機に、翌年父が義宗とともに越後にて挙兵した。同年に武蔵において勃発した武蔵平一揆の乱に乗じての蜂起であった。しかし、平一揆の乱の鎮圧に成功した足利・上杉勢の前に新田軍は奮戦むなしく敗北を喫し、惣領の義宗は越後沼田荘で戦死、義治は消息不明（一説には出羽に逃れたとも）となり、ここに新田氏は組織的蜂起を起こす力を失った。
そのような苦境の中、義則は脇屋氏を継いだものと思われる。

### 北朝方との争い
武蔵平一揆の乱の終結後、義則は義治と行動を共にしなかったようで、家臣に守られて辛くも落ち延びた。また新田義宗には遺児・貞方がおり、新田氏を継いだが幼少であったため、しばらくは義則が貞方に代わって新田氏の残党を指揮していたといわれている。
『藤澤山縁起』などによれば、元中2年（1385年、『鎌倉大草紙』では永徳年間（1381年〜1384年）の出来事とされる）3月には、南朝の某宮と新田氏の残党が浪合で戦死し、新田義宗の子・新田相模守入道行啓（義則）とその子・刑部少輔だけは奥州に落ち延びたという。
後年、貞方と義則は陸奥にあった南朝の拠点・霊山城に入り、また南奥州にて南朝方として勢力を張っていた田村庄司氏を頼った。田村氏の協力を得た新田党は、相馬氏・蘆名氏らとの争いに勝利し、一時は周辺の北朝方を圧倒した。
しかし、鎌倉府の勢力拡大をねらう鎌倉公方の足利氏満がこれを看過するはずもなく、応永2年（1395年）に氏満は自ら軍勢を率いて田村氏の討伐に向かった（田村庄司の乱）。約一年に渡る合戦の末に田村氏は敗れ、田村則義・清包父子は自害し、翌応永3年（1396年）に南奥州は鎌倉府によって平定された。氏満は田村氏と共に抵抗した新田の残党の行方を厳しく捜索したが、貞方・義則は逃亡しており捕縛することは遂に出来なかった。

### 最期
田村庄司の乱以降の義則の動向は不明だが、それから8年後の応永10年（1404年）に箱根底倉で潜伏していたところを鎌倉府によって捕捉され、子・義行と共に殺害されたとされる（異説あり）。なお、義則と行動を共にした新田貞方は応永15年（1409年）に七里ヶ浜において処刑されている。